# Heraldo Bezerra
Pour les articles homonymes, voir Bezerra.
Heraldo Bezerra Nunes est un footballeur espagnol né le 21 avril 1945 à São Jerônimo et mort le 14 mars 1977 à Campana. Il évoluait au poste d'attaquant.

## Biographie

### En club
De 1966 à 1967, Heraldo Bezerra évolue au Cruzeiro EC,,,. Puis, il est transféré au Newell's Old Boys en 1968,.
Il rejoint l'Atlético de Madrid en 1971,. Avec l'Atlético, il est champion d'Espagne en 1973,. Le 9 décembre 1973, il se fait remarquer en inscrivant doublé en Liga, sur la pelouse de l'Athletic Bilbao (2-2). Il inscrit un total de sept buts en championnat cette saison là, ce qui constitue sa meilleure performance.
Il dispute la campagne en Coupe des clubs champions de 1973-1974 et joue huit matchs pour un but marqué. L'Atlético perd la finale contre le Bayern Munich, Bezerra est titulaire lors des deux matchs de la finale (match nul 1-1 puis défaite 0-4),. L'Atlético prend part à la Coupe intercontinentale durant cette même année et la remporte : Heraldo Bezerra est titulaire lors du match aller contre le CA Independiente,.
Après un dernier sacre de champion d'Espagne en 1976-1977, il quitte le club pour l'Argentine en 1977 pour représenter le Boca Juniors,. Bezerra meurt le 14 mars 1977, peu après son arrivée, dans un accident de voiture près de Campana.
Heraldo Becerra joue au total 99 matchs en première division espagnole pour 16 buts marqués. Au sein des compétitions européennes, il dispute 8 matchs de Coupe des clubs champions pour un but marqué, six matchs de Coupe des vainqueurs de coupe pour deux buts marqués et deux matchs de Coupe des villes de foire/Coupe UEFA pour un but marqué. Il joue également un match en Coupe intercontinentale

### En équipe nationale
International espagnol, il reçoit une unique sélection en équipe d'Espagne durant l'année 1973,.
Il joue son premier et dernier match en équipe nationale le 17 octobre 1973, contre la Turquie en amical (match nul 0-0 à Istanbul).

## Palmarès
Atlético de Madrid
| - Championnat d'Espagne (2) : - Champion : 1972-73 et 1976-77 - Coupe d'Espagne (1) : - Vainqueur : 1975-76. - Finaliste : 1974-75. |  | - Coupe intercontinentale (1) : - Vainqueur : 1974. - Coupe des clubs champions : - Finaliste : 1973-74. |